# Путевой инструмент

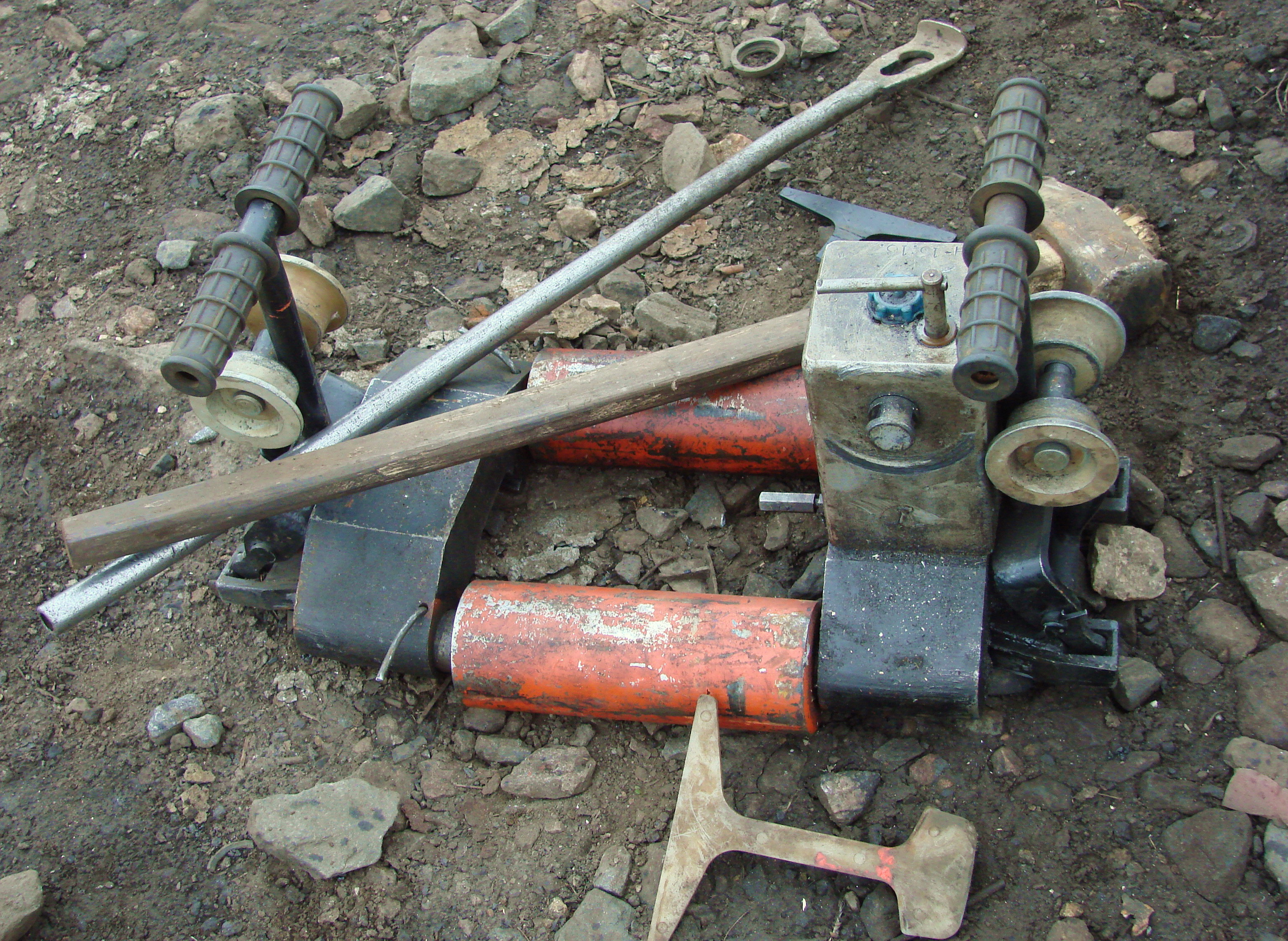
Разнообразный путевой инструмент

Путево́й инструме́нт — простые приспособления и ручные машины (с механизированным приводом) масса которых не превышает 100 килограмм, применяемые на железнодорожном транспорте при текущем содержании, ремонте и строительстве железнодорожных путей. Капитальные путевые работы в настоящее время имеют высокую степень механизации с помощью путевых машин, но при средних ремонтах и текущем содержании пути остаются работы, выполнение которых машинами тяжёлого типа по различным причинам невозможно или экономически нецелесообразно. Применение путевых инструментов в этих случаях оправдывает себя при выполнении небольших объёмов работ, позволяя значительно снижать финансовые и людские затраты.

## Классификация

Мотоинструмент — рельсосверлильный станок с бензиновым двигателем

По принципу действия исполнительных органов различают путевой инструмент:
- вибрационного действия
- ударного действия
- прочий инструмент

По виду привода:
- мотоинструмент (шпалоподбойка, бензогайковёрт, рельсошлифовальный станок)
- пневмоинструмент (пневматическая шпалоподбойка, костылезабивщик, костылевыдёргиватель)
- гидроинструмент (путевой домкрат, рихтовщик, разгонщик рельсов и шпал, шпалоперегонщик)
- электроинструмент (шуруповерт, электрическая вибрационная шпалоподбойка, ударно-импульсный путевой ключ, рельсорезный станок, рельсосверлильный станок, рельсошлифовалка)
- ручной (лапчатый лом, костыльный молоток, дексель, трещотка, подбойка, путевой гаечный ключ, торцовый ключ, наддёргиватель, клещи, суфляжная лопата)

## Назначение

Подбивка шпал

Путевым инструментом производятся следующие операции:
- подбивка шпал
- завинчивание и отвинчивание гаек болтов рельсовых скреплений
- закручивание и откручивание путевых шурупов
- резка и сверление отверстий в рельсах
- забивка и выдёргивание костылей
- шлифовка рельсов и крестовин
- подъёмка и сдвижка рельсо-шпальной решётки
- разгонка рельсовых зазоров